# Astrid Ströher
Astrid Ströher (geboren 1971) ist eine deutsche Drehbuchautorin, die unter anderem als Autorin von Fernsehfilmen und Episoden von Fernsehserien wie Stubbe – Von Fall zu Fall, Notruf Hafenkante, Tatort oder Polizeiruf 110 bekannt ist.

## Leben
Astrid Ströher wurde 1971 geboren. Sie studierte Malerei in Düsseldorf und schloss das Studium als Meisterschülerin ab. Sie schloss ein Aufbaustudium Film in Hamburg sowie eine Teilnahme am internationalen Drehbuch-Förderprogramm North By Northwest an. 2001/02 wurde beim Norddeutschen Rundfunk (NDR) der Film Hilfe, ich bin ein Junge! als erster Film auf der Basis eines ihrer Drehbücher produziert, Regisseur war Oliver Dommenget.
In der Folge schrieb sie Drehbücher für zahlreiche weitere Filme und auch einzelne Episoden. Der 2010 erschienene auf ihrem Drehbuch basierende Film Es war einer von uns von Kai Wessel wurde 2020 für den Norddeutschen Filmpreis 2010 in der Kategorie ‚Bestes Drehbuch‘ und den TV Produzenten-Preis auf dem Filmfest Hamburg sowie für den Grimme-Preis 2012 nominiert. Ebenfalls für Kai Wessel schrieb sie 2013 gemeinsam mit Olaf Kraemer das Drehbuch zur ersten Folge der Kriminalfilmreihe Lena Fauch mit Veronica Ferres in der Titelrolle. Zwischen 2006 und 2014 schrieb sie zudem die Drehbücher für drei Folgen der Serie Stubbe – Von Fall zu Fall sowie 2013 und 2014 vier Folgen für die Heimatfilmserie Lena Lorenz. Ihr erstes Drehbuch für den Polizeiruf 110 schrieb Ströher 2016, das erste Mal für den Tatort arbeitete sie 2021.

## Filmografie
- 2002: Hilfe, ich bin ein Junge! (Fernsehfilm)
- 2002: Love Crash (Fernsehfilm)
- 2003: Die Pfefferkörner (Episode Der Schlitzer von der Elbchaussee) (Fernsehserie)
- 2004: Liebe ohne Rückfahrschein (Fernsehfilm)
- 2004–2005: Die Rettungsflieger (Mehrere Episoden) (Fernsehserie)
- 2006–2008: Notruf Hafenkante (Mehrere Episoden) (Fernsehserie)
- 2006–2014: Stubbe – Von Fall zu Fall (Episoden Verhängnisvolle Freundschaft 2006, In den Nebel 2009 und Der König ist tot 2014) (Fernsehflimserie)
- 2008: Ghosted
- 2009: Engel sucht Liebe (Fernsehfilm)
- 2010: Es war einer von uns (Fernsehfilm)
- 2013: Lena Fauch und die Tochter des Amokläufers (Fernsehfilmserie)
- 2013: Liebe am Fjord – Zwei Sommer
- 2015: Ein Sommer im Burgenland
- 2015: Lena Lorenz: Willkommen im Leben
- 2015: Lena Lorenz: Zurück ins Leben
- 2016: Im Tunnel
- 2016: Lena Lorenz: Entscheidung fürs Leben
- 2016: Lena Lorenz: Spurlos verschwunden
- 2016: Polizeiruf 110 – Nachtdienst (mit Ariela Bogenberger) (Fernsehfilm)
- 2017: Aufbruch ins Ungewisse
- 2018: In Love and War (Miniserie)
- 2020: Du sollst nicht lügen
- 2021: Tatort – Saras Geständnis (Fernsehfilm)
- 2022: Tatort – Propheteus (Fernsehfilm)
- 2022: Liberame – nach dem Sturm (Miniserie)
- 2023: Polizeiruf 110 – Nur Gespenster (Fernsehfilm)
- 2023: Tatort – Das geheime Leben unserer Kinder (Fernsehfilm)

## Belege
1. 1 2 3  Astrid Ströher auf der Website der Ellen Bleckmann Medienagentur, abgerufen am 30. November 2023.
2. 1 2  Astrid Ströher bei filmportal.de, abgerufen am 30. November 2023.

| Personendaten    | Personendaten            |
| ---------------- | ------------------------ |
| NAME             | Ströher, Astrid          |
| KURZBESCHREIBUNG | deutsche Drehbuchautorin |
| GEBURTSDATUM     | 1971                     |